# Xochiayo
Xochiayo är en ort i Mexiko.   Den ligger i kommunen Tampacán och delstaten San Luis Potosí, i den sydöstra delen av landet, 220 km norr om huvudstaden Mexico City. Xochiayo ligger 173 meter över havet och antalet invånare är 311.
Terrängen runt Xochiayo är kuperad åt sydost, men åt nordväst är den platt. Runt Xochiayo är det ganska tätbefolkat, med 80 invånare per kvadratkilometer. Närmaste större samhälle är Tamazunchale, 14,3 km söder om Xochiayo. I omgivningarna runt Xochiayo växer huvudsakligen savannskog.